# Margery Sharp
Pour les articles homonymes, voir Sharp.
Œuvres principales
- The Rescuers (1959)
- Miss Bianca (1962)
- The Turret (1963)
- Miss Bianca in the Salt Mines (1966)
- Miss Bianca in the Orient (1970)
- Miss Bianca in the Antarctic (1971)
- Miss Bianca and the Bridesmaid (1972)
- Bernard the Brave (1977)
- Bernard into Battle (1978)

Margery Sharp est une écrivaine anglaise, née le 25 janvier 1905 dans le district de Salisbury et morte le 14 mars 1991 à Londres.
Elle demeure une auteure prolifique tout au long de sa carrière, écrivant vingt-six romans, quatorze histoires pour enfants, quatre pièces de théâtre, deux romans policiers ainsi que de nombreuses nouvelles. Margery Sharp est plus connue pour sa série de livres The Rescuers, narrant les aventures d'une souris nommée « Mlle Bianca », et qui donne lieu par la suite à deux films d'animation des studios Disney : Les Aventures de Bernard et Bianca et Bernard et Bianca au pays des kangourous.

## Biographie
Clara Margery Melita Sharp est née le 25 janvier 1905 dans le district de Salisbury dans le comté du Wiltshire (bien que sa famille soit originaire du nord Yorkshire), puis elle a passé une partie de son enfance à Malte.
En 1938, Margery Sharp se marie à Geoffrey Castle, un ingénieur en aéronautique.

## Œuvre

### Traductions en français
- Les Belles Sylvester (the Gipsy in the Parlour) / trad. Daria Olivier. Paris : Amiot-Dumont, coll. "La Fleur des romans étrangers", 1955, 224 p. Rééd. Verviers : Gérard et Cie, coll. "Marabout" n° 217, 1958, 220 p.
- Cluny Brown / trad. Yves Gérard Dutton. Verviers : Gérard et Cie, coll. "Marabout junior. Série Mademoiselle" n° 47, 1958, 151 p.
- Les Yeux de l'amour (The Eyes of Love) / trad. André Adelin. Paris : Stock, 1958, 279 p.
- Les Aventures de Cluny Brown (Cluny Brown), trad. d’Yves Gérard Dutton, Paris, Éditions Belfond, coll. « Littérature étrangère », 2015, 372 p.  (ISBN 978-2-7144-5861-2)

Série Bernard et Bianca
- Bernard et Bianca / trad. Olivier Séchan ; ill. Annie-Claude Martin. Paris : Hachette, coll. "Idéal-Bibliothèque", 1977.
- Les Sauveteurs (The Rescuers). Paris : Hachette, coll. "Idéal-bibliothèque", 1977, 155 p.  (ISBN 2-01-004296-4)
- Au secours de Penny (Miss Bianca). Paris : Hachette, coll. "Idéal-bibliothèque", 1977, 154 p.  (ISBN 2-01-004297-2)
- Le Prisonnier de la tour (The Turret). Paris : Hachette, coll. "Idéal-bibliothèque", 1978, 155 p.  (ISBN 2-01-004813-X)
- Le Brave des braves (Bernard the Brave). Paris : Hachette, 1979, 155 p.  (ISBN 2-01-005958-1)

## Adaptations de son œuvre
Sauf indication contraire, les informations mentionnées dans cette section peuvent être confirmées par la base de données cinématographiques IMDb,  présente dans la section « Liens externes ».

### Au cinéma
- 1946 : La Folle Ingénue d'Ernst Lubitsch - d'après Cluny Brown
- 1948 : La Belle imprudente de Jack Conway - d'après The Nutmeg Tree
- 1949 : La Rue interdite de Jean Negulesco - d'après Britannia Mews
- 1962 : L'Inquiétante Dame en noir de Richard Quine - d'après sa nouvelle The Notorious Tenant publiée dans Collier's en 1956
- 1977 : Les Aventures de Bernard et Bianca (film d'animation) de Wolfgang Reitherman, Art Stevens et John Lounsbery
- 1990 : Bernard et Bianca au pays des kangourous (film d'animation) de Hendel Butoy et Mike Gabriel

### À la télévision
- 1954 : The Flowering Thorn (téléfilm) de Dennis Vance